# Djebel Dahar
Das Bergland des Djebel Dahar (auch Jebel Dahar; arabisch جبال الظاهر, DMG Ǧibāl aẓ-Ẓāhir) ist ein maximal 713 m hoher Gebirgszug im Süden Tunesiens.

## Ausdehnung und Landschaft
Der Dahar erstreckt sich von der Region Matmata süd- und südostwärts über mehr als 100 Kilometer bis in die Gegend von Foum Tataouine. Ausläufer des Gebirgszugs reichen nochmals etwa 100 Kilometer weiter bis hin zur libyschen Grenze, wo er seine Fortsetzung im Dschabal Nafusa findet.
Im Nordwesten wird der Dahar vom Djebel Tebaga begrenzt, im Osten durch die fruchtbare Djeffara-Ebene, und im Süden und Westen durch die ausgedehnten Wüsten oder Halbwüsten der Sahara. Verglichen mit der tunesischen Dorsale und den Ausläufern des Atlas präsentiert sich der Dahar relativ bescheiden; nur der Djebel Zemertène (713 m, ca. 30 km westlich von Medenine) schafft es auf eine Höhe von über 700 m. Umso imposanter sind jedoch die Formen der Berge: Es sind zumeist schroff abfallende Tafelberge, die teils durch enge Schluchten, teils aber auch durch breiter ausladende Täler unterbrochen sind.

## Vegetation und Klima
Nur sehr spärlich bewachsen von Halfagras, Dorngesträuch und hier und da einer Palme, erweckt die Gegend vielerorts den Eindruck einer Mondlandschaft. Dazu passend ist auch das Klima: trocken, rau und oft windig. Während im Winter vor allem die Nächte klirrend kalt werden können (Minusgrade sind keine Seltenheit), verwandelt sich der Dahar im Sommer zu einem Backofen, wenn Tagestemperaturen von bis zu 45 °C vorherrschen. Niederschlag fällt nur sehr begrenzt, an etwa 15 bis 20 Tagen im Jahr, am ehesten in der Winterhälfte des Jahres und meist in Form von heftigen Platzregen – in manchen Jahren fällt der Regen auch ganz aus.

## Besiedlung und Landwirtschaft

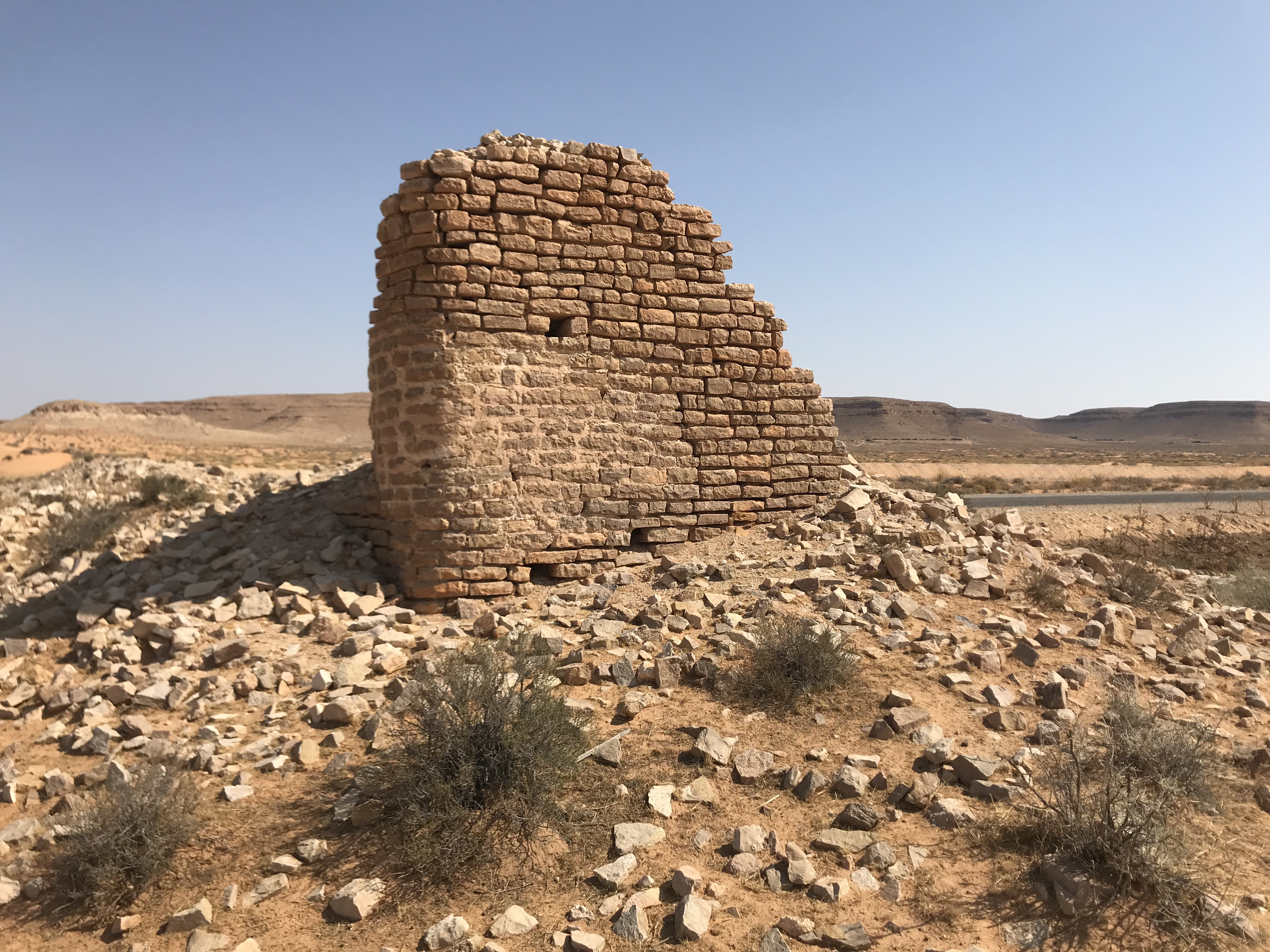
Reste eines römischen Torhauses im Wadi Skiffa. Dort sperrten die Römer mit einem Wall das gesamte obere Tal

Der Dahar ist bereits seit Jahrtausenden von verschiedenen Berberstämmen besiedelt, die sich hervorragend an das Leben in diesem öden Bergland angepasst und ihre Spuren in der Landschaft hinterlassen haben. So findet man beispielsweise häufig terrassenartig an Hängen angelegte Felder, die der optimalen Verwertung der spärlichen Bodenkrume und des Regenwassers dienen. Die Terrassen werden aus Erd- und Steindämmen, den sogenannten Djessour errichtet, die den Feldern auch ihren Namen gaben: ‚Djessourfelder‘. Hinter diesen Dämmen werden Obst- und Olivenbäume, Gemüse und andere Pflanzen angebaut, die mit der durch die Djessour zurückgehaltene Feuchtigkeit gut gedeihen. Einige typische, sehr gut erhaltene und nach wie vor bewirtschaftete Terrassenfelder findet man in der Region um Matmata.
In römischer Zeit wurde der Dahar zu einer wichtigen rückwärtigen Linie des Limes Tripolitanus ausgebaut. Die Grenzanlagen dieses bis zur Sahara vorgeschobenen Verteidigungs- und Überwachungssystems bestanden aus mehreren tiefgestaffelten Ketten von Kastellen und Militärposten, Hinzu kamen militärische Sperrwerke, die ganze Täler mit Wällen, Mauern und Türmen sicherten, um das dicht besiedelte und wirtschaftlich bedeutende Land östlich des Dahar vor Übergriffen aus den Wüstenregionen zu schützen und illegale Grenzübertritte zu verhindern. Zusätzlich konnte so der In- und Export von Gütern überwacht und Zölle eingezogen werden.

## Wohnkultur
Der Dahar ist für besondere Höhlenbehausungen bekannt. Grundsätzlich unterscheidet man zwei Bauformen: horizontale Höhlenwohnungen und vertikale Trichterwohnungen.

### Trichterhöhlen

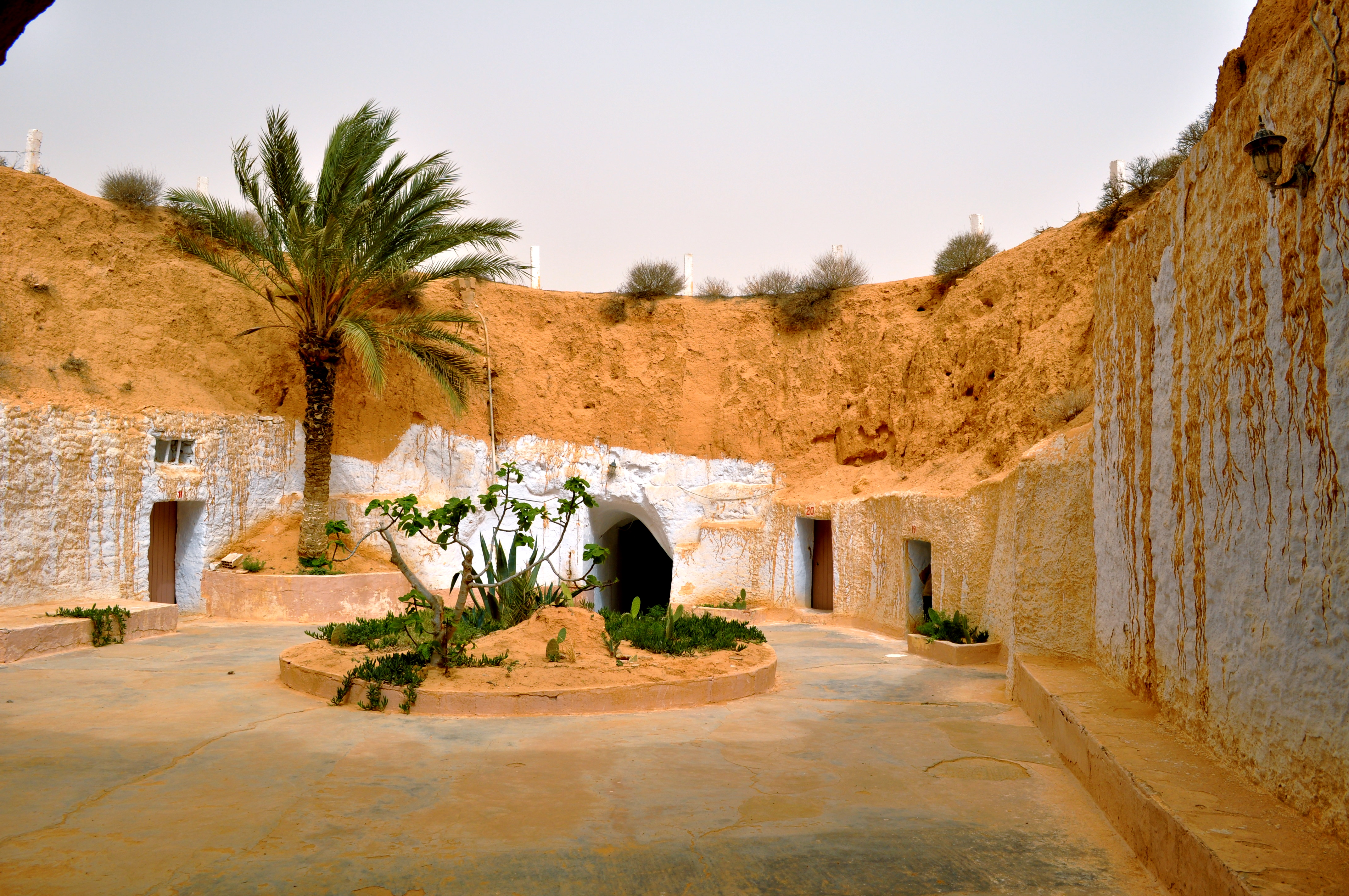
Höhlenwohnungen bei Matmata

Für Trichterhöhlen wird ein fünf bis neun Meter tiefes Loch mit einem Durchmesser von bis zu zwölf Metern in den Untergrund gegraben. Sobald diese Senke ausgebuddelt ist, werden von ihrer Grundfläche aus in allen Richtungen weitere Löcher vorangetrieben, diesmal horizontal. Das sind die zukünftigen Räume, die keine Öffnungen außer der Tür haben, die wiederum meist nur aus einem Teppichvorhang besteht oder gänzlich offen bleibt. Gelegentlich gibt es sogar Stockzimmer, die über in die Wand geschlagene Stufen und ein Kletterseil erreichbar sind. Dort werden Vorräte gelagert und verbringen junge Paare traditionell die erste Woche nach der Hochzeit. Die karge Möblierung der Räume wird ebenso in die Wände gehauen, seien es Regale, Ablagen, Sitzbänke oder das Bett. Am Ende wird der tunnelartige Ausgang von innen nach außen gegraben, meist in gewundener Form und mit Nischen für das Vieh, und leicht abfallend, damit eventuelles Regenwasser aus dem Hof abfließen kann. Nach draußen gibt es schließlich eine Tür, meist mit traditionellen Symbolen wie der Hand der Fatima oder dem Fisch verziert und oft zwischen Gesträuch und Gestein versteckt. Im Außenbereich der so entstandenen Wohnung befinden sich manchmal noch ein Berberzelt und ein Unterstand für die Tiere.
Obwohl solche Höhlenwohnungen große Vorteile in Bezug auf das Klima mit sich bringen – sie bleiben im Sommer kühl und wärmen im Winter – lassen sie sich nur teilweise mit modernen Lebensstandards vereinbaren. Obgleich manche Wohnungen mittlerweile mit fließendem Wasser und Strom versorgt sind, leben nur noch wenige Familien in ihren traditionellen Behausungen. Die Mehrheit, und hier vor allem der jüngere Teil der Bevölkerung, geben die Höhlen für neu errichtete Plattenbauten auf, in denen sie im Winter gelegentlich frieren und im Sommer eine Klimaanlage benötigen, die jedoch Elektroküchen, Waschmaschinen und anderen Komfort bieten. So beginnt der traditionelle Ort Matmata allmählich auszusterben, während das 15 Kilometer entfernt gelegene Nouvelle Matmata (Neu Matmata) großen Zulauf hat. Neben den wenigen, aber immer mehr zur Tourismusattraktion verkommenden Troglodytenhöhlen bei Matmata selbst gibt es noch welche in den Orten Beni Aïssa und Beni Métir (etwa 10 bis 20 Kilometer von Matmata).
Es ist umstritten, ob diese interessante Höhlenbauform zur Verteidigung diente oder nur eine billige und kühle Bauweise darstellte. Wahrscheinlich haben beide Vermutungen ihre Berechtigung. Letztere wegen des Klimas und erstere, weil bekannt ist, dass die Berberstämme sich ab dem 7. Jahrhundert vor wilden arabischen Reiterhorden (z. B. jenen der brandschatzenden Banū Hilāl aus der Sahara) und vor drohender Arabisierung und Islamisierung in die kargen Berge zurückzogen.

### Vertikale Höhlenwohnungen
Der andere Höhlenwohnungstyp ist etwas häufiger und weiter verbreitet, aber auch er wird zusehends aufgegeben. Für vertikale Höhlenwohnungen wird ein Loch in einen Hang getrieben, wobei das weichere Material ausgebuddelt wird um Platz für Räume zu gewinnen, und die härten Schichten als Plafonds und Böden genützt werden. Die Gestaltung der Innenräume verläuft ähnlich wie bei den Trichterwohnungen. Der anfallende Abraum wird gelegentlich für das Aufschütten vorgelagerter Terrassen oder kleiner Mauern verwendet. Solcherart gewonnene Behausungen wurden im gesamten Dahar oft in aufsteigenden Etagen übereinander angelegt, mit einer Speicher- und Verteidigungsburg am höchsten Punkt.

## Speicherburgen

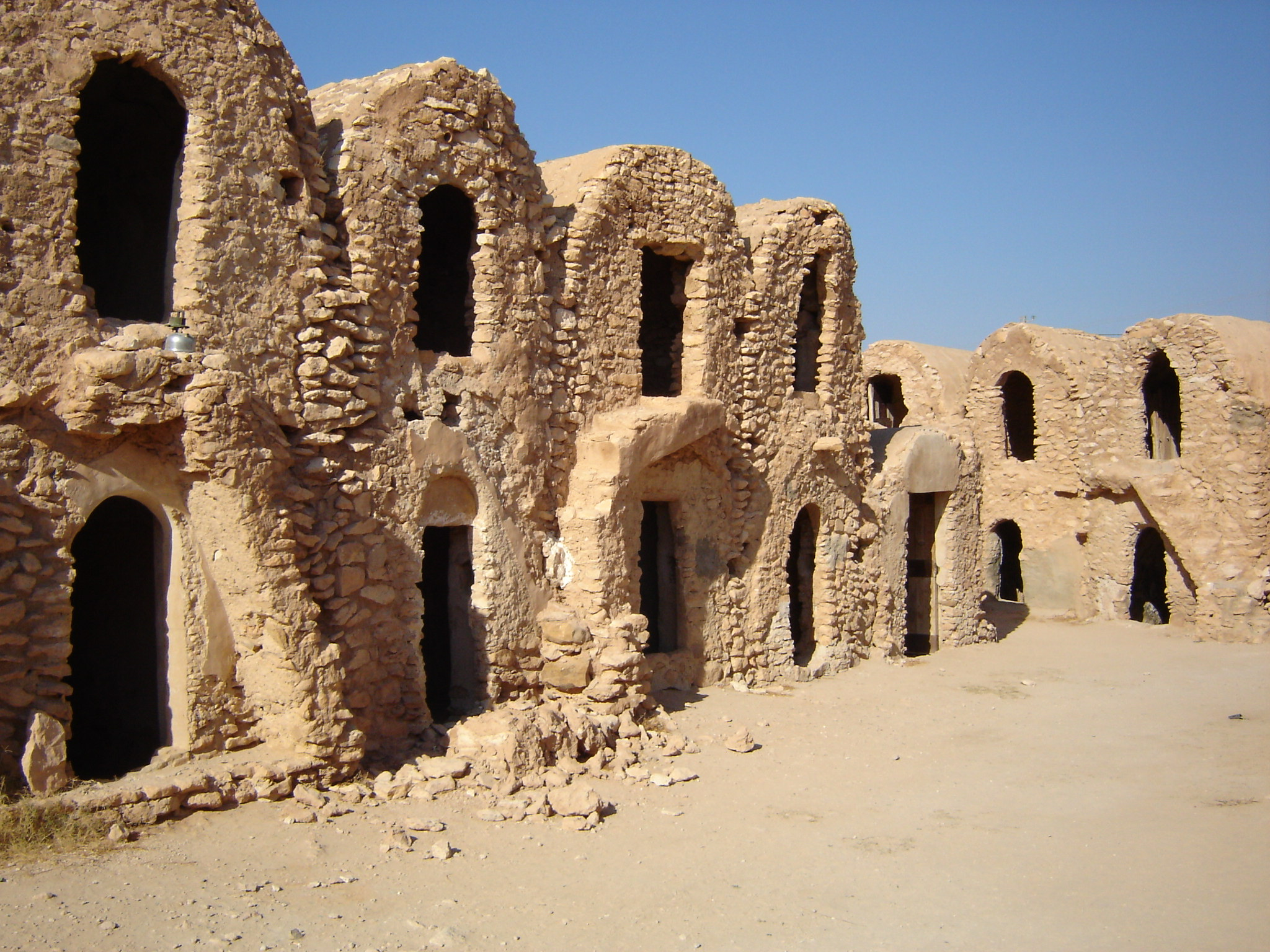
Ksar Hadadda

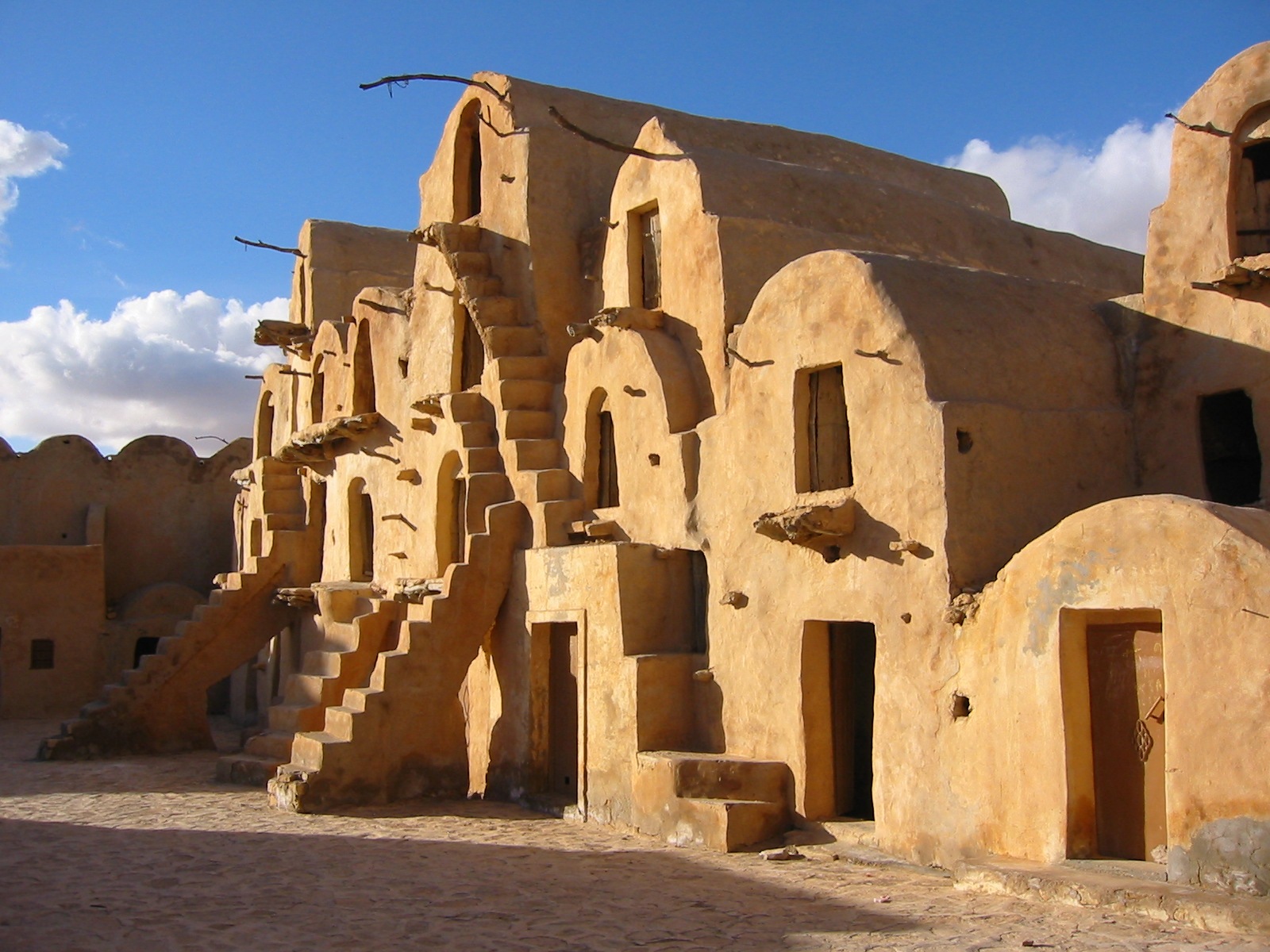
Ksar Ouled Soltane

Eine weitere architektonische Bauform des Dahar, wie ganz Südtunesiens, sind die Ksur (Plural von Ksar), die – jedoch in anderer Form – auch in anderen Teilen des Maghreb (siehe Agadir (Speicherburg)) verbreitet sind. Ein Ksar – der Begriff ist in Tunesien nicht eindeutig bestimmt und wird verschiedenen Bauten bzw. Baukomplexen zugeordnet, insbesondere aber den Speicherburgen der Berber – besteht aus mehreren Grundeinheiten, den Ghorfas. Ein Ghorfa ist ein tonnenförmig gewölbter Baukörper, in welchem – zumeist in mehreren Etagen – Vorräte, Arbeitsgeräte und andere Wertgegenstände gelagert wurden. Für gewöhnlich werden mehrere solcher Bauten mit den nach innen führenden Türen um einen viereckigen Hof angelegt, wobei ihre fensterlosen Außenwände gleichzeitig eine Wehrmauer darstellen. Ein solcher Komplex ergibt einen Ksar.
Die halbnomadisch lebenden Berber lagerten hier Korn, Öl und Viehfutter sowie ihr Hab und Gut, wenn sie mit ihren Schafen und Ziegen auf Wanderschaft gingen. Zurück blieb meist nur ein Wächter mit seiner Familie, den Alten und Kleinkindern. Zum optimalen Schutz wurden solche Ksur im Dahar gerne auf schwindelerregenden Felsvorsprüngen angelegt, man findet sie jedoch auch weiter unten in der Ebene, was darauf schließen lässt, dass jene in friedlicheren Zeiten angelegt wurden. Nicht selten dienten sie auch als Handels- und Rastplätze sowie als Lagerräume für vorbeiziehende Karawanen.
Die meisten und schönsten Ksur findet man in der Region um Tataouine. Vergleichbar mit der berühmten „Straße der Kasbahs“ im Süden Marokkos, gibt es hier in Südtunesien die „Route der Ksur“. Den schönsten und besterhaltenen Ksar kann man in Ouled Soltane (ca. 23 km südöstlich von Tataouine), bewundern; weitere stehen in Gattoufa, Ksar Ouled Debbab und Ksar Haddada (alle im Umkreis von ca. 10 bis 30 km von Tataouine). Etwa 20 km süd- bis nordwestlich von Tataouine befinden sich die zum Teil verlassenen Bergdörfer Douiret, Chenini und Guermessa. Auch die Stadt Ghomrassen liegt in einem Talkessel des Dahar.

## Tourismus
Darüber hinaus wurde der Dahar als Filmkulisse international bekannt. Die Gebirgs- und anschließende Wüstenlandschaft diente im Jahr 2000 Szenen von „The Rise of Empire“ als Kulisse, wie schon vorher der ersten Star-Wars-Folge 1977, die bei Matmata gedreht wurde. Die Einheimischen ließen sich als spottbillige Komparsen engagieren.
Bei Touristen wird der Dahar wegen seiner schroffen Landschaft, die vor allem im Lichtspiel von Sonnenauf- und -untergang besonders beeindruckend wirkt, immer beliebter. Viele Besucher, die auf Djerba oder in Zarzis stationiert sind, buchen Tagesausflüge in den Dahar, und auf Tunesienrundreisen werden meist Abstecher in dieses Bergland gemacht. Jedoch hat die Attraktivität auch eine Kehrseite:
„[…] jetzt wird Kasse gemacht. Wenn Touristenbusse anrücken, räumen manche Berberfamilien ihr Haus und stellen Opa zum Abkassieren des Eintritts vor die Tür. Auf Schritt und Tritt zupfen Kinder die Besucher am Ärmel, um ihr Haus zu zeigen, aber gratis gibt es in Matmata kein Foto mehr. Die Atmosphäre im Berberdorf, in dem man noch vor einigen Jahren mit großer Herzlichkeit empfangen wurde, schlägt um: Inzwischen spürt man latente Aggressivität, die angesichts der respektlos in die Wohn- und Privatsphäre eindringenden Touristenhorden nur zu verständlich ist“.
Dies ist vielleicht etwas drastisch formuliert, aber es beschreibt immerhin eindeutig die Richtung, in die sich die Lage entwickelt.